# Кризетиг, Лоренцо
 Лоренцо Кризетиг (итал. Lorenzo Crisetig; 20 января 1993, Чивидале-дель-Фриули) — итальянский футболист, полузащитник клуба «Реджина».

## Клубная карьера

### Начало карьеры
Свою футбольную карьеру Кризетиг начал в футбольной школе «Донателло» в Удине. Там он был замечен тогдашним членом тренерского штаба «Интернационале» Нунцио Дзаветтьери и позже пополнил состав чёрно-синих.
В 2010 году Жозе Моуринью включил его в состав первой команды. 27 сентября 2011 года дебютировал за клуб в Лиге чемпионов УЕФА в матче против московского ЦСКА, заменив Кристиана Киву на 91-й минуте. В 2012 году Кризетиг стал частью сделки с правами на Джоэла Оби, и половина прав на игрока отошла «Парме».

### На правах аренды
6 июля 2012 года Кризетиг был отдан в аренду (с правом отзыва игрока) в клуб «Специя», выступавший в сезоне 2012/13 в серии B. Его дебют состоялся 12 августа 2012 года в кубке Италии в матче против «Сорренто», завершившегося со счётом 4 : 1 в пользу «Специи». За полгода Кризетиг провёл суммарно десять матчей во всех турнирах.
В январе 2013 года Кризетиг был отправлен в «Кротоне», также находившийся в то время в серии B, до конца сезона. В своём первом матче, состоявшемся 1 февраля 2013 года против «Читтаделлы» в серии B, Лоренцо отметился забитым мячом. Летом того же года аренда в «Кротоне» была продлена ещё на сезон 2013/14.
20 июня 2014 года Кризетиг вновь стал частью сделки между «Интернационале» и «Пармой»: половина прав на Лоренцо, принадлежавшая жёлто-синим, была выкуплена с доплатой на часть прав «Интера» по Исхаку Бельфодилю.
11 июля 2014 года Лоренцо был отдан в аренду с правом дальнейшего выкупа в «Кальяри». Дебютировал он за новый клуб в третьем раунде кубка Италии 23 августа 2014 года против «Катании», выйдя в основном составе и отметившись результативной передачей на Диего Фариаса (Кризетиг был заменён на 89-й минуте на Годфреда Донса). Свой первый матч в серии А Лоренцо сыграл 31 августа 2014 года против «Сассуоло». Всего в сезоне 2014/15 он провёл 28 матчей.
16 июля 2015 года Кризетиг вновь был отдан в аренду на два года с правом дальнейшего выкупа, на сей раз в «Болонью».
В январе 2019 года Кризетиг отправился в аренду в «Беневенто».

## Карьера в сборной
Вместе с Симоне Делль’Аньелло, Феличе Наталино и Марко Фоссати Лоренцо ездил на юношеский чемпионат Европы 2009 года, где итальнцы завоевали бронзовые медали. Свой первый вызов в молодёжную сборную Италии Кризетиг получил в августе 2009 года, но дебютировал в ней лишь 11 августа 2010 года в матче против Дании, став самым молодым игроком, выступавшим когда-либо за молодёжную команду Италии (на момент встречи ему исполнилось 17 лет и 7 месяцев). Принимал участие в молодёжном чемпионате Европы по футболу 2015 года, проходившем в Чехии.